# Schloss Breidenstein
Das obere und das untere Schloss Breidenstein bezeichnen den Komplex eines 1712–1714 bei den Resten der mittelalterlichen Burg Breidenstein am Hubenberg erbauten (unteren) Schlosses und einer um 1910 ergänzend gebauten schlossartigen Jugendstilvilla (oberes Schloss) in Breidenstein, Landkreis Marburg-Biedenkopf in Mittelhessen. Die Villa ist bis heute im Besitz der zur Althessischen Ritterschaft gehörenden Familie von Breidenbach zu Breidenstein, während sich das Gelände der Burgruinen und das untere Schloss mittlerweile in anderem Privatbesitz befinden.

## Lage
Die Burgruine befindet sich am südwestlichen Ortsrand von Breidenstein. Bei der Burg handelte es sich um eine Spornburg oberhalb der Perf. Direkt bei der ehemaligen Burg wurden später das Schloss und eine Villa erbaut.

## Geschichte
Die Anlage geht auf die 1213 erstmals genannten Herren von Breidenbach zurück. Sie besaßen die Herrschaft über Breidenstein und Breidenbach. Während der Auseinandersetzungen zwischen Kurmainz und der Landgrafschaft Hessen im späten 13. Jahrhundert versuchten sie eine unabhängige Herrschaft zu errichten. Zu deren Sicherung erbauten sie Burgen in Breidenstein, Breidenbach und bei dem Hof Rossebach (bei Breidenbach). 1304 wurden die Herren von Breidenbach hessische Burgmannen auf der Burg Biedenkopf. 1353 war die Familie Pfandnehmer der Hessischen Ämter Marburg und Biedenkopf.
Die Burg Breidenstein wurde zwischen 1387 und 1394 erbaut. Dem Bau ging ein gescheiterter Burgbau 1387 bei Eisenhausen in der heutigen Gemeinde Steffenberg voraus. Die Breidenbacher übertrugen die Burg bereits 1395 auf Landgraf Hermann II. von Hessen und bekamen sie anschließend als hessisches Lehen zurück. Mit dem Bau der Burg wurde auch der Ort Breidenstein angelegt. Bereits 1398 verlieh König Wenzel dem Ort Stadtrechte.
In den Jahren 1712 bis 1714 erbaute die Familie von Breidenbach zu Breidenstein das heutige Schloss im barocken Stil, mit Fachwerkobergeschoss. Es wird auch als Alter Hof oder Unteres Schloss bezeichnet. Zur Südseite (Richtung Perf) hat das Schloss vier Stockwerke, zur Hangseite sind nur zwei Stockwerke und die zwei Zwerchgiebel sichtbar. Das Haus besitzt innen eine schwere Balustradetreppe.
Im Jahr 1910 wurde die Anlage oberhalb des Schlosses durch einen anderen Familienzweig um eine Villa im Jugendstil ergänzt. Es wird heute auch als Oberes oder Neues Schloss benannt.

## Anlage
Von der Burg sind nur noch größere Teilstücke der Ringmauer und Fundamente eines Turmes erhalten geblieben.
Das Schloss, einige Wirtschaftsgebäude und die Villa sind erhalten.

## Bilder

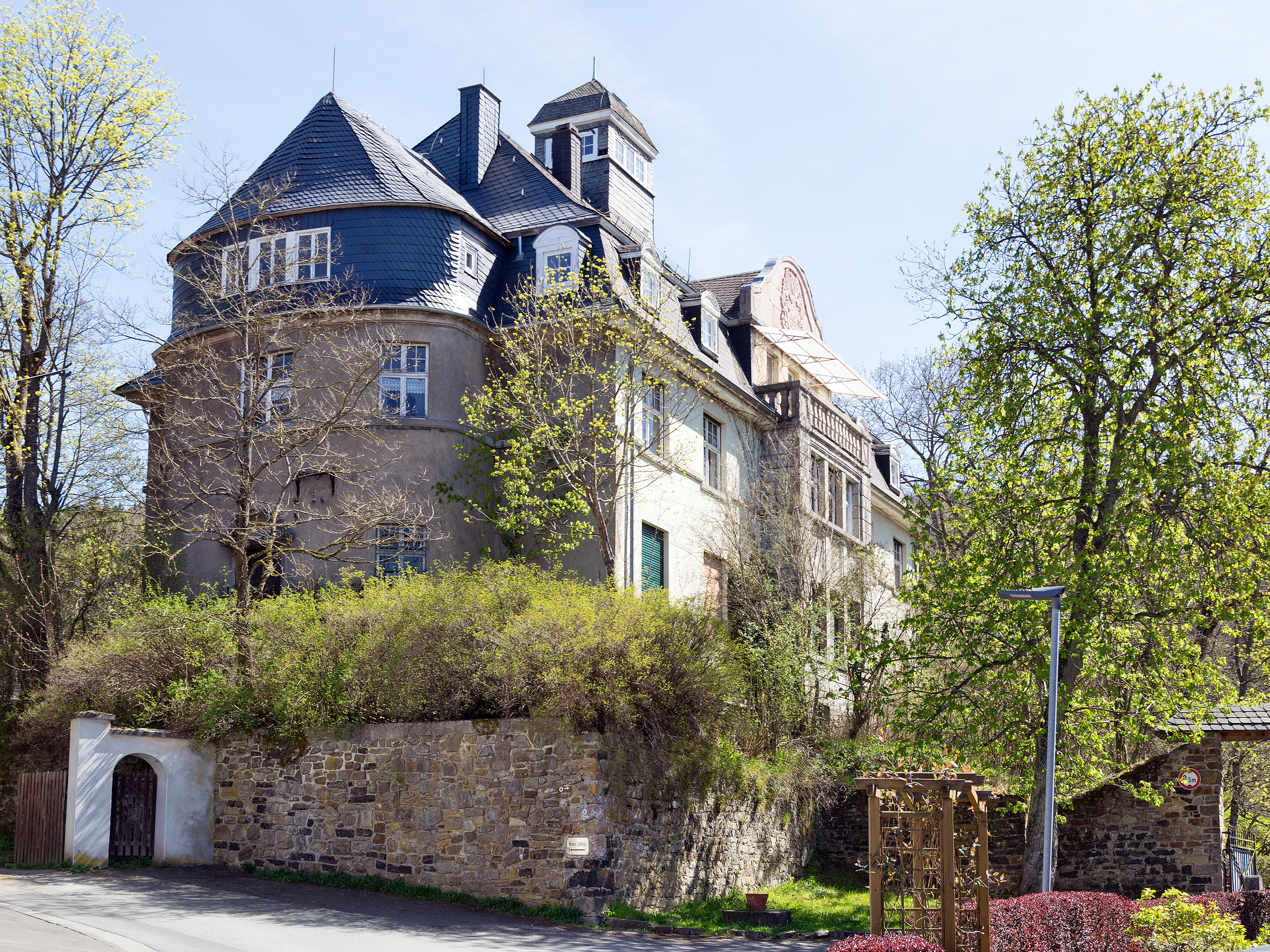
Jugendstilvilla von 1910 (Oberes Schloss)
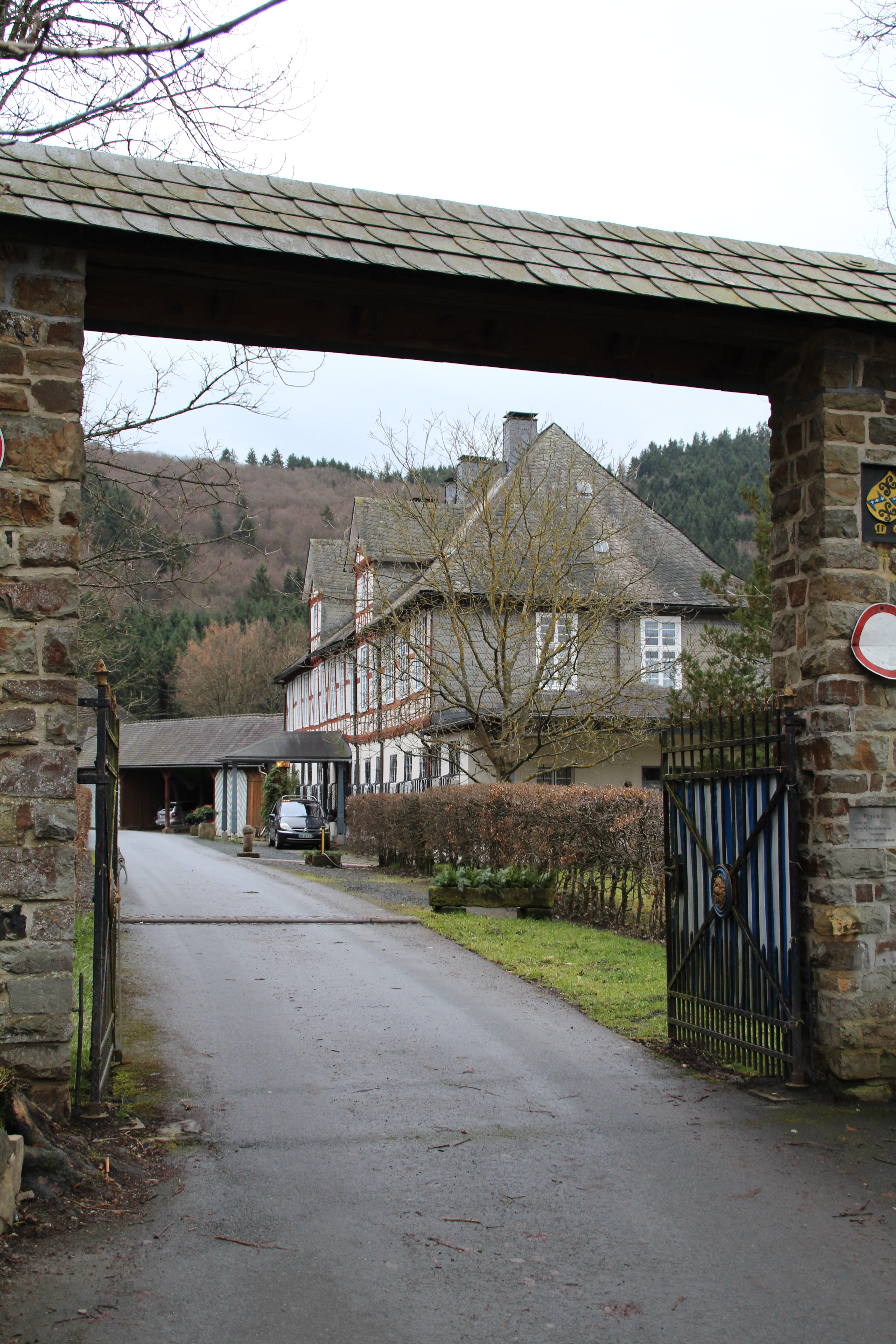
Eingang zum (unteren) Schloss
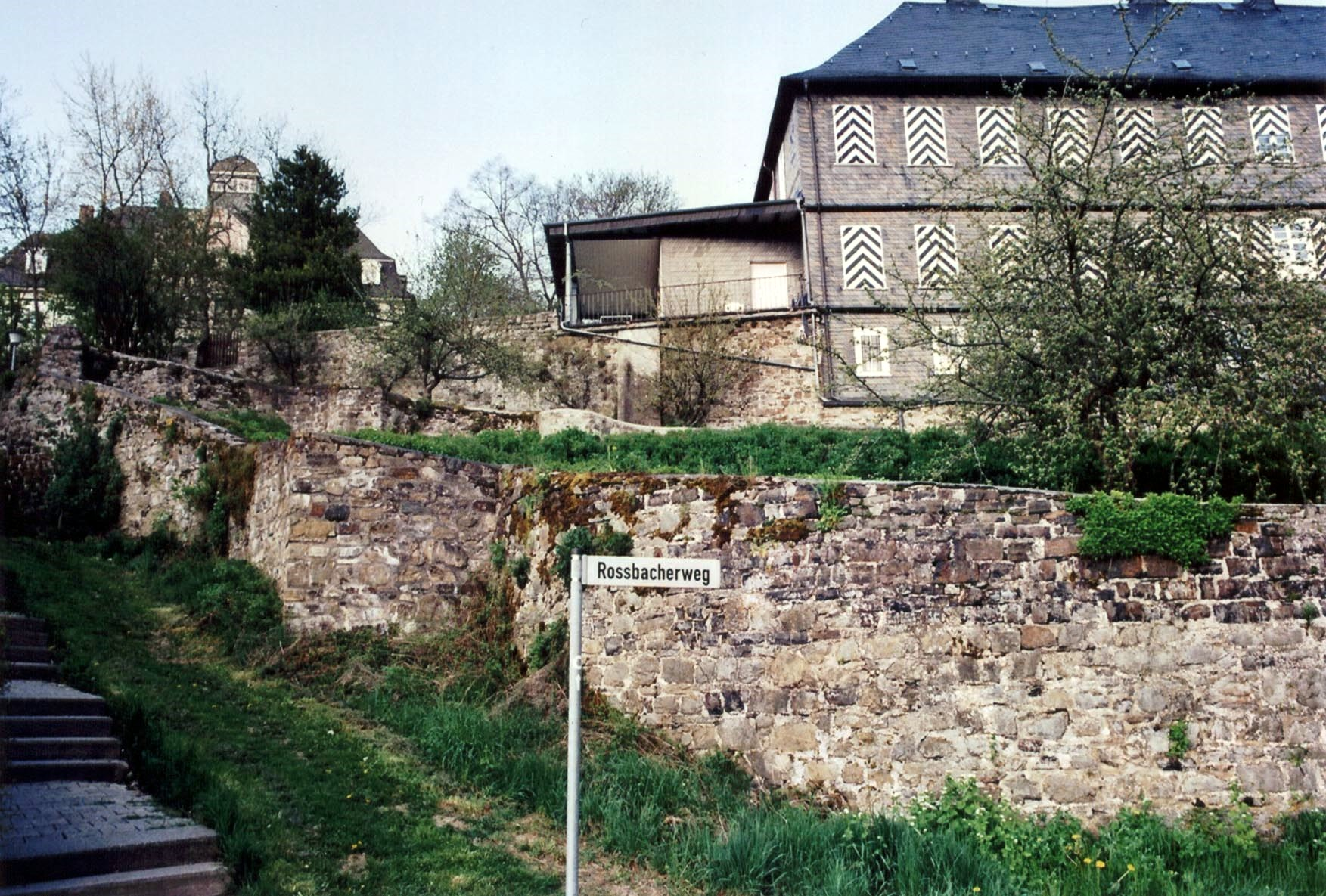
Unteres Schloss (2008)
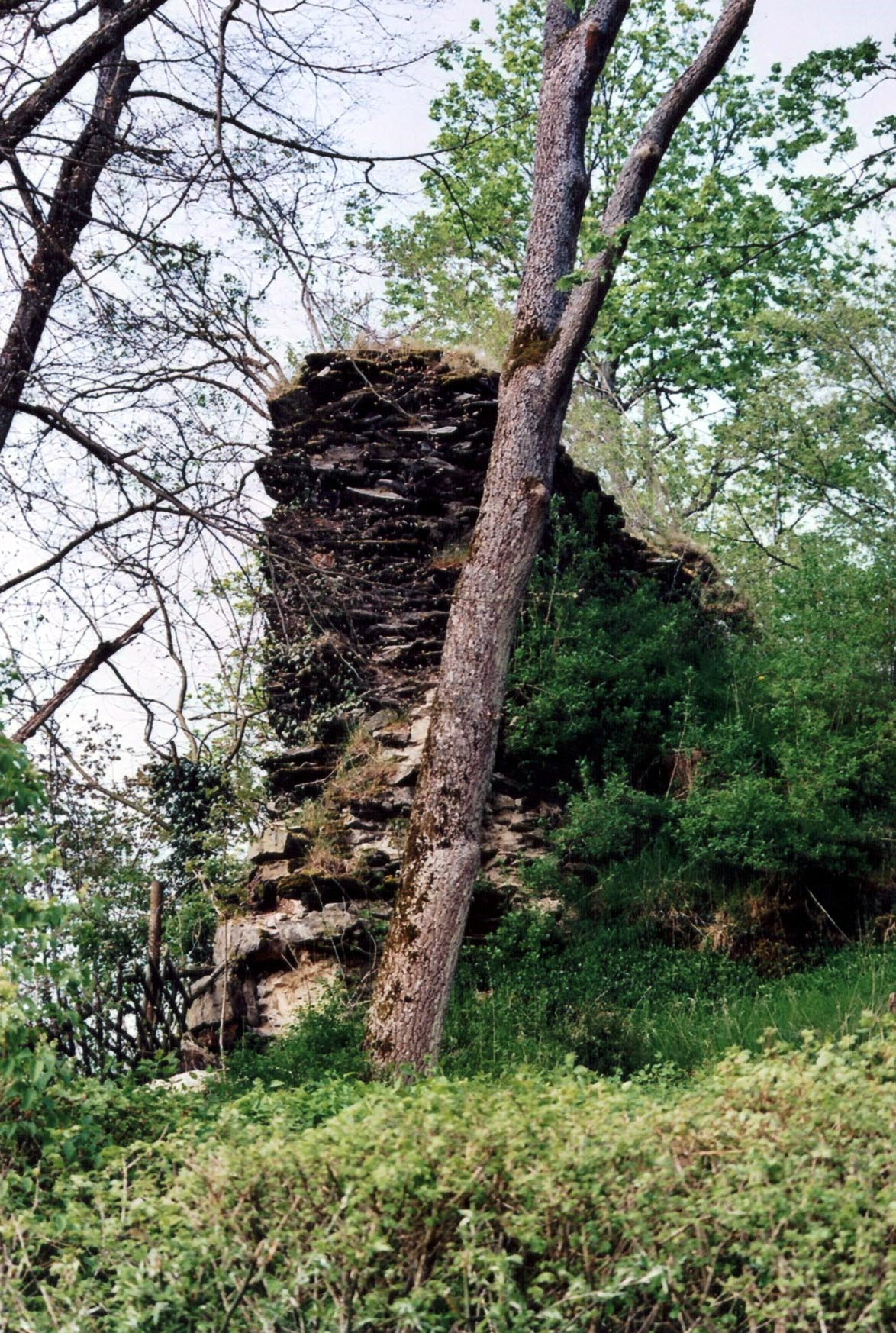
Reste der mittelalterlichen Burg (2008)
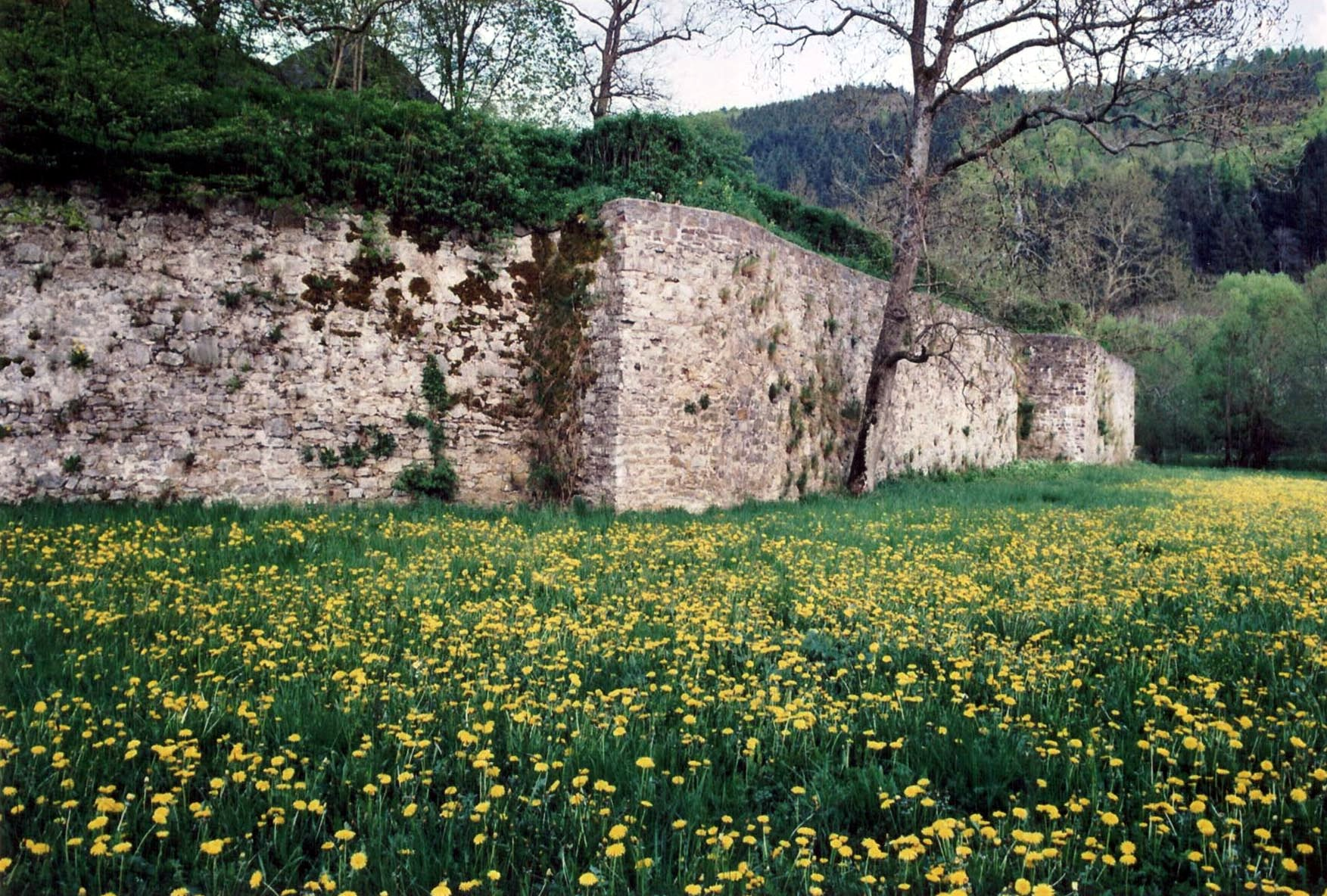
Umfassungsmauer der ehemaligen Vorburg (2008)